# Kisamos (gmina)
Kisamos (gr. Δήμος Κισσάμου, Dimos Kisamu) – gmina w Grecji, w administracji zdecentralizowanej Kreta, w regionie Kreta, w jednostce regionalnej Chania. Siedzibą gminy jest Kisamos. W 2011 roku liczyła 10 790 mieszkańców. Powstała 1 stycznia 2011 roku w wyniku połączenia dotychczasowych gmin: Kisamos, Mitimna i Inachori.